# The Skeleton Twins
Pour plus de détails, voir Fiche technique et Distribution.
The Skelton Twins est un film américain réalisé par Craig Johnson, présenté au Festival de Sundance le 18 janvier 2014 et distribué en salles le 12 septembre 2014 aux États-Unis.

## Synopsis
Ayant échappé – simultanément – de peu à la mort, Maggie et Milo, deux faux jumeaux qui s'étaient perdus de vue jusqu'alors, se retrouvent et réapprennent à se découvrir.

## Fiche technique
- Titre : The Skeleton Twins
- Titre québécois : Les jumeaux
- Réalisation : Craig Johnson
- Scénario : Craig Johnson et Mark Heyman
- Genre : comédie noire

## Distribution

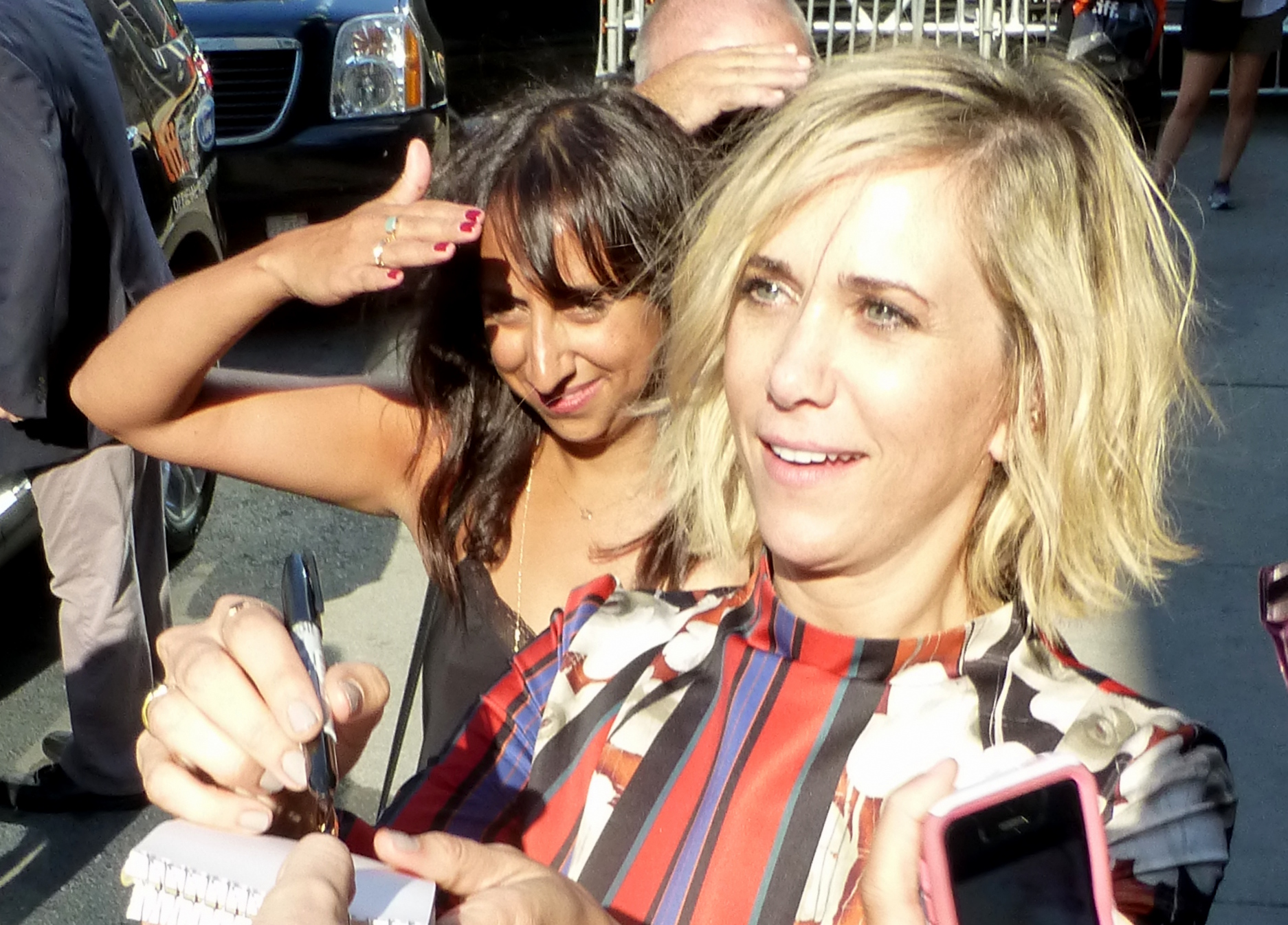
L'actrice principale Kristen Wiig en septembre 2014.

- Kristen Wiig : Maggie
- Bill Hader : Milo
- Luke Wilson : Lance
- Ty Burrell : Rich
- Boyd Holbrook : Billy
- Joanna Gleason : Judy
- Paul Castro Jr. : Eric